# Жемчужная улица (Апатиты)
Жемчу́жная улица — центральная улица района Старые Апатиты в городе Апатиты. Названа по протекающей севернее от улицы реке Жемчужной, в прошлом славившейся жемчужным промыслом. Является магистральной улицей районного значения.

## История

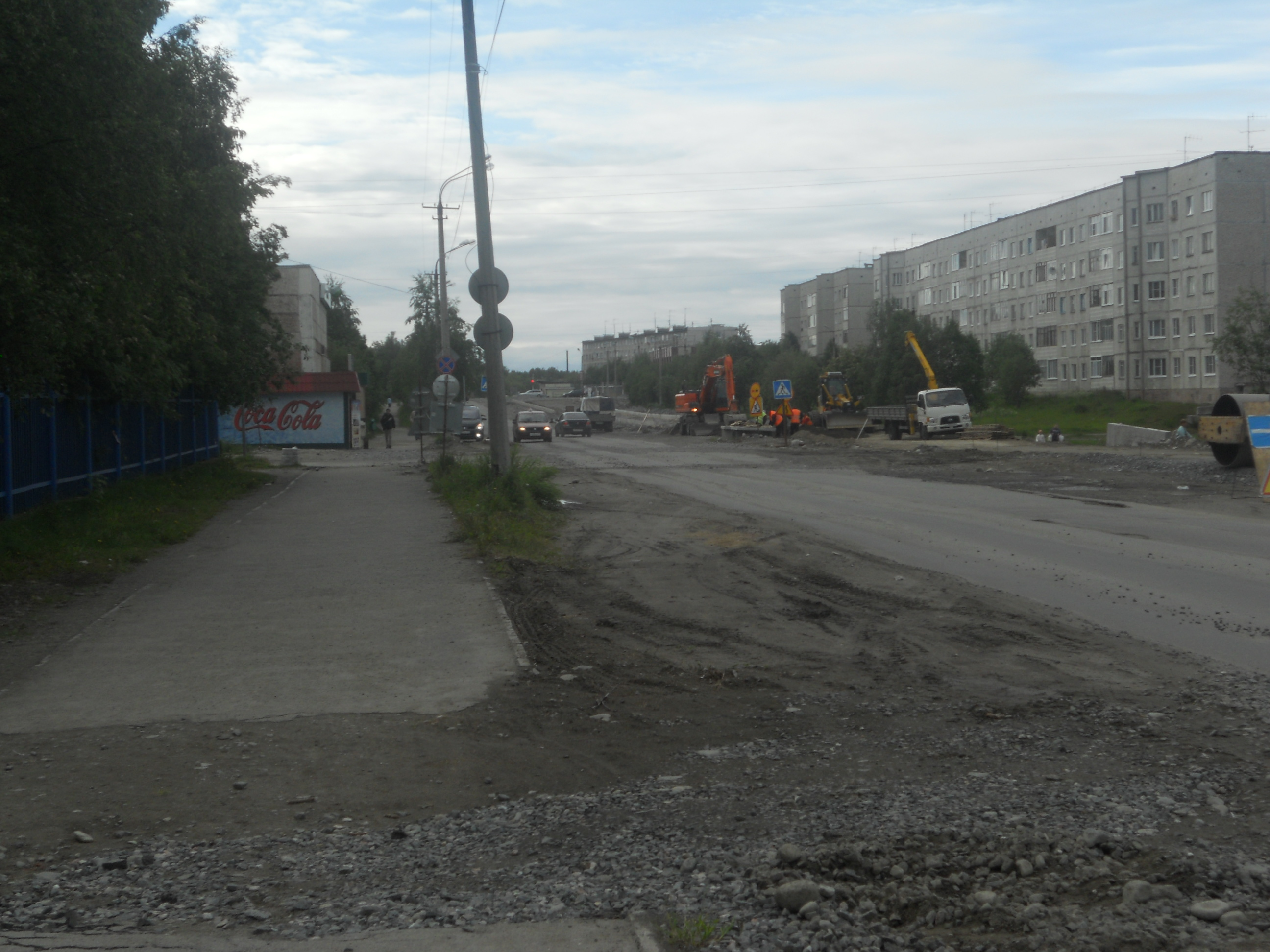
Начало реконструкции улицы

Жемчужная улица — старейшая улица в Апатитах, она появилась ещё до 1966 года, когда Апатитам был присвоен статуса города. Названа так в честь реки Жемчужной, славившейся жемчужным промыслом. Жемчуг в ней не добывают давно, но название улицы осталось. После 90-х годов дома в конце улицы были заброшены.
В 2013 году началась реконструкция улицы, завершившаяся в середине 2015 года.

## Расположение улицы
Расположена улица в районе Старые Апатиты, проходя с северо-запада на юго-восток.
Начинается улица как продолжение улицы Кирова, идущей потом вдоль Жемчужной. На юге улицы есть мост, ведущий до основной части города к улицам Козлова и Пригородной. На севере улица перекрещивается с улицей Гладышева. Заканчивается на выездом из города, ведущим к 1235 километру федеральной автомагистрали «Кола».

## Пересекает улицы
- ул. Гладышева
- ул. Кирова
- Комсомольская ул.
- Пригородная ул.

## Здания
- № 7 — Детский сад «Радуга».
- № 7а — Гостиница «Уют».
- № 9 — ресторан «Белые ночи».
- № 13 — Сбербанк.
- № 15а — Магазин «Оружейник».
- № 36 — Детский сад «Росинка».
- № 38 — Школа № 4.[5]

## Транспорт
По улице ходят автобусные маршруты № 7к, 11, 12.